# Tonči Žilić
Tonči Žilić (Spalato, 26 febbraio 1975) è un ex calciatore croato, di ruolo difensore.

## Carriera

### Club
Dal 1996 gioca due stagioni nell'Osijek, nella massima serie croata (segnando 2 reti in 20 partite).
Nel 1997 inizia l'avventura in Italia, giocando sei mesi nel Castel di Sangro (in Serie B) prima di passare al Verona, dove fa parte della rosa che conquista la promozione in Serie A vincendo il campionato. Debutta nella massima serie italiana il 29 agosto 1999 nella sconfitta 3-0 contro l'Inter. Successivamente continua a giocare in Serie B con le maglie di Fermana e Siena.
Nel 2002 fa ritorno in patria, sempre nel massimo campionato nazionale, indossando le maglie di Sebenico, NK Zagabria e per tre stagioni quella dell'Hajduk Spalato (vincendo un Campionato ed una Supercoppa di Croazia nel 2005). Nel 2008 scende di categoria nel Solin.

## Statistiche

### Cronologia presenze e reti in nazionale
| Cronologia completa delle presenze e delle reti in nazionale ― Croazia under 21 | Cronologia completa delle presenze e delle reti in nazionale ― Croazia under 21 | Cronologia completa delle presenze e delle reti in nazionale ― Croazia under 21 | Cronologia completa delle presenze e delle reti in nazionale ― Croazia under 21 | Cronologia completa delle presenze e delle reti in nazionale ― Croazia under 21 | Cronologia completa delle presenze e delle reti in nazionale ― Croazia under 21 | Cronologia completa delle presenze e delle reti in nazionale ― Croazia under 21 | Cronologia completa delle presenze e delle reti in nazionale ― Croazia under 21 |
| Data                                                                            | Città                                                                           | In casa                                                                         | Risultato                                                                       | Ospiti                                                                          | Competizione                                                                    | Reti                                                                            | Note                                                                            |
| ------------------------------------------------------------------------------- | ------------------------------------------------------------------------------- | ------------------------------------------------------------------------------- | ------------------------------------------------------------------------------- | ------------------------------------------------------------------------------- | ------------------------------------------------------------------------------- | ------------------------------------------------------------------------------- | ------------------------------------------------------------------------------- |
| 9-4-1996                                                                        | Vinkovci                                                                        | Croazia under 21                                                                | 1 – 1                                                                           | Ungheria under 21                                                               | Amichevole                                                                      | -                                                                               |                                                                                 |
| 5-9-1997                                                                        | Osijek                                                                          | Croazia under 21                                                                | 6 – 1                                                                           | Bosnia ed Erzegovina under 21                                                   | Qual. Europeo Under-21 1998                                                     | 1                                                                               |                                                                                 |
| 9-9-1997                                                                        | Køge                                                                            | Danimarca under 21                                                              | 1 – 0                                                                           | Croazia under 21                                                                | Qual. Europeo Under-21 1998                                                     | -                                                                               | 56’                                                                             |
| 12-10-1997                                                                      | Velenje                                                                         | Slovenia under 21                                                               | 1 – 2                                                                           | Croazia under 21                                                                | Qual. Europeo Under-21 1998                                                     | -                                                                               |                                                                                 |
| Totale                                                                          |                                                                                 | Presenze                                                                        | 4                                                                               |                                                                                 | Reti                                                                            | 1                                                                               |                                                                                 |

## Palmarès

### Club

#### Competizioni nazionali
- Serie B: 1

Verona: 1998-1999
- Campionato croato: 1

Hajduk Spalato: 2004-2005
- Supercoppa di Croazia: 2

Hajduk Spalato: 2004, 2005